# Daventry
Pour les articles homonymes, voir Daventry (homonymie).
Daventry est une ville du comté de Northamptonshire en Angleterre. Elle se trouve à environ 26,5 kilomètres à l'ouest de Northampton. Il y a 22 363 habitants selon le recensement de 2001.

## Histoire
Dans le recensement Domesday Book réalisé pour Guillaume le Conquérant en 1086, la ville est mentionnée sous le nom de Daventrei.
Le 26 février 1935, Robert Watson-Watt et son assistant Arnold Wilkins y ont démontré l'efficacité de leur prototype de radar à un membre du comité sur la défense du Royaume-Uni. Ceci amena la construction de la Chain Home, le premier réseau opérationnel de radars au monde.

## Personnalités liées à la ville
- John Smith, graveur, y est né en 1652.

## Jumelage
Elle est jumelée avec la ville de Westerburg .